# Boddingtons

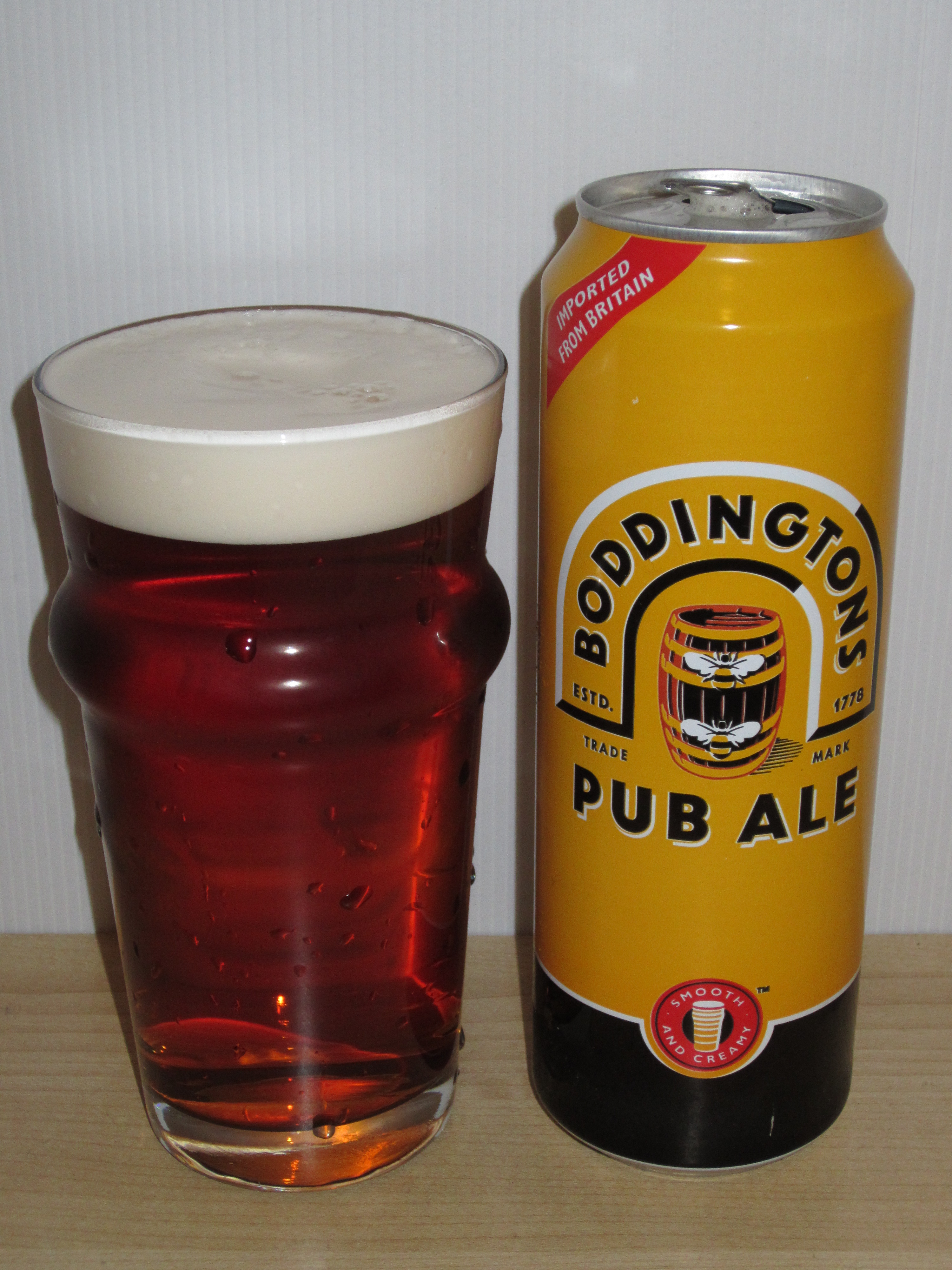
Boddingtons Pub Ale

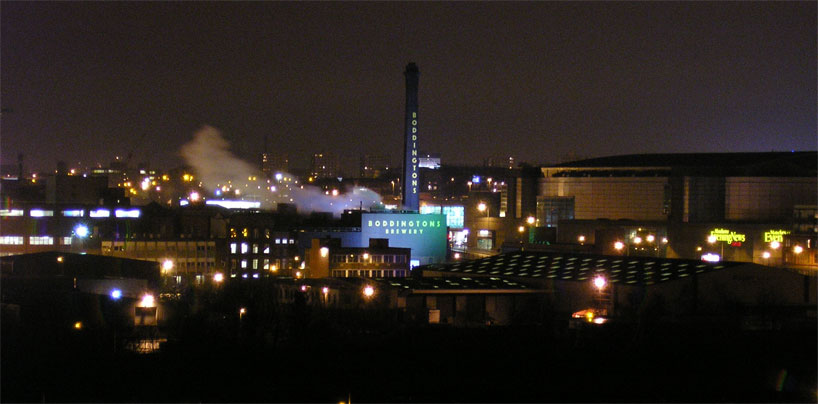
Boddingtons-bryggeriet i Strangeways, Manchester år 2004. Byggnaden revs 2007.

Boddingtons är ett engelskt öl, en så kallad english pale ale, tillverkad i Manchester sedan 1778. Boddingtons ägs av Anheuser-Busch InBev.